# Stjepan Hauser
Pour les articles homonymes, voir Hauser.
Stjepan Hauser (né le 15 juin 1986) est un violoncelliste croate. De formation classique, il s'est produit en tant que soliste avec de nombreux orchestres dans le monde entier. Il est membre du groupe 2Cellos en compagnie de Luka Šulić.

## Biographie

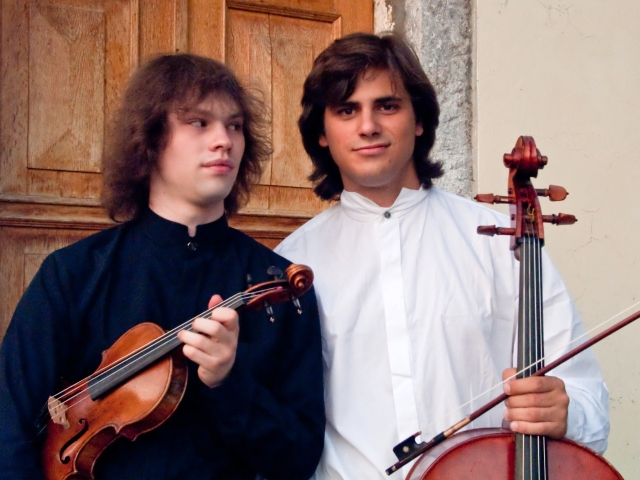
Marco Graziani et Stjepan Hauser en 2009.

Hauser est né à Pula en Croatie, dans une famille de musiciens dans laquelle il commence son apprentissage musical. Sa mère est percussionniste, son père est journaliste. Il fait ses études à Rijeka et à Zagreb, puis étudie avec Natalia Pavlutskaya au Trinity College of Music de Londres, puis avec  Ralph Kirshbaum  à Manchester et avec Bernard Greenhouse aux USA.
Il rencontre lors d'un camp d'été musical à l'âge de 14 ans Luka Šulić, avec qui il va former le groupe 2Cellos.
Hauser s'est produit en concert dans plus de 40 pays, en particulier au Wigmore Hall, Royal Albert Hall, Amsterdam Concertgebouw, Southbank Centre, etc.,

## Discographie

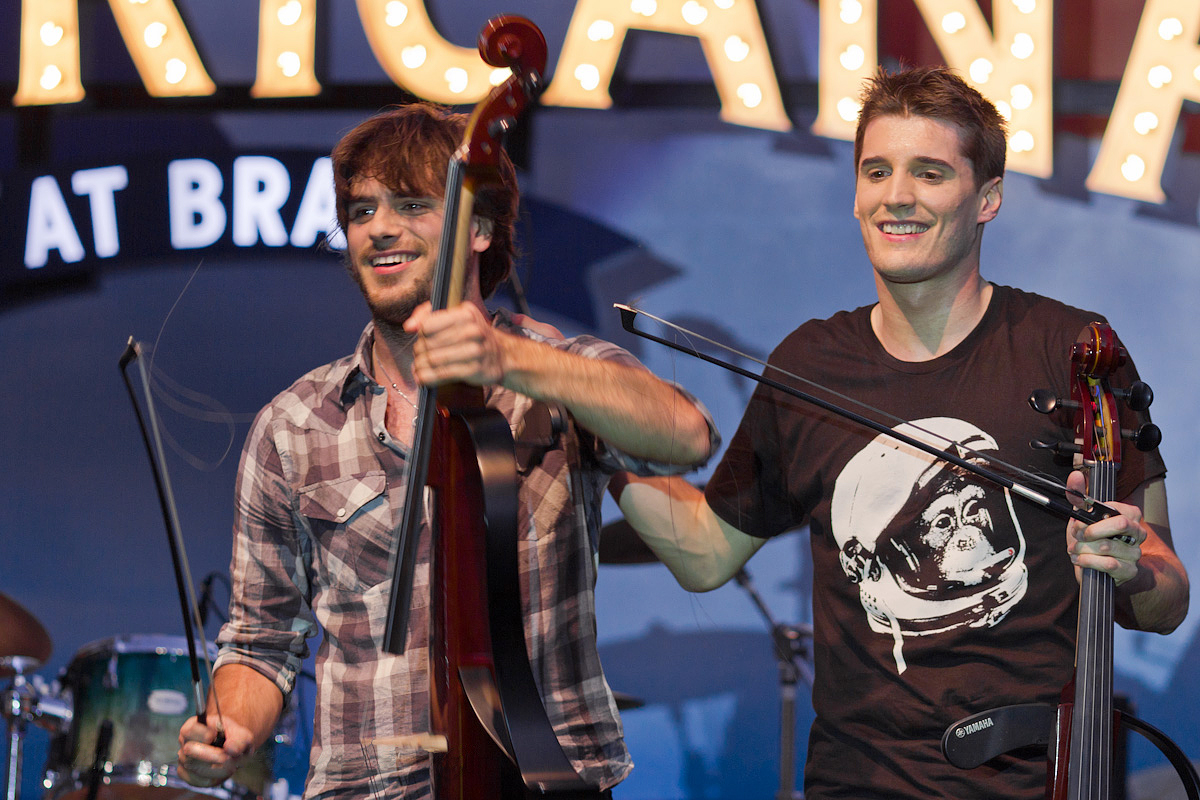
Stjepan Hauser (à gauche) avec Luka Šulić lors d'un concert en Californie en 2011.

- 2010 : Song To The Moon, autoproduit/ Hauser Classics
- 2011 : Urban & Hauser, Aquarius Records
- 2011 : Christopher Ball: Music for Cello, Musical Concepts
- 2011 : None Rota Centenary Album, Musical Concepts
- 2011 : Brahms, Beethoven & Bruch for Clarinet, Cello & Piano, Musical Concepts
- 2012 : Noć Nek' Tiho Svira, Aquarius Records
- 2020 : Classic (avec le London Symphony Orchestra), Sony Masterworks
- 2020 : Plays Morricone (avec le Prague Symphony Orchestra), Sony Masterworks

Avec 2Cellos
- 2011 : 2Cellos, Sony Masterworks
- 2013 : In2ition (en), Sony Masterworks
- 2015 : Celloverse, Sony Masterworks
- 2017 : Score (avec le London Symphony Orchestra), Sony Masterworks
- 2018 : Let There Be Cello, Sony Masterworks

## Distinctions
- Ordre Danica Hrvatska pour la contribution à la culture et la promotion de la Croatie dans le monde.

Hauser est lauréat de prix et compétitions internationales telles que le PLG Young Artists Auditions en 2009, le J & A Beare Solo Bach Competition 2009, NYOS Staffa Award en 2009, le Philharmonia Orchestra – Martin Musical Scholarship Fund en 2009 et 2008, le Eastbourne Symphony Orchestra Young Soloist Competition en 2009 et 2007,  le Tunbridge Wells International Young Concert Artists Competition en 2008 et 2006, the Computers in Personnel International Concerto Competition 2008, le Frankopan Fund Award 2006, et le MBF Music Education Award 2006 et 2005. Il a également remporté des concours internationaux de violoncelle et des récompenses telles que l'Adam International Cello Festival and Competition en Nouvelle-Zélande en 2009, et le VTB Capital Prize for Young Cellists en 2009. Globalement, Stjepan a remporté un total de 21 premiers prix lors de compétitions nationales et internationales. Il a été invité à se produire à deux occasions pour des concerts de gala pour le prince Charles au palais de Buckingham en 2008 et au palais Saint James.
En mai 2012, Hauser remporte 4 Porin awards, deux avec Luka Šulić (2Cellos), et les deux autres pour sa collaboration avec Damir Urban sur leur album Urban & Hauser.